# Йонас Вайлокайтіс
Йо́нас Вайлокайтіс (лит. Jonas Vailokaitis; 25 червня 1886, гміна Синтовти — 16 грудня 1944, Німеччина) — литовський банкір і промисловець, політик, один із двадцяти підписантів Акту про незалежність Литви від 1918 року.
Освіту здобув у Торгово-промисловому інституті в Петербурзі. У 1912 році разом з братом заснував банк у Каунасі. У 1917 році взяв участь у Вільнюській конференції, через рік обраний членом Таріби. 16 лютого 1918 року голосував за незалежність країни від Росії.
У 1920 році обраний до Законодавчого сейму. Представляючи хрестиянських демократів, керував комісією бюджету і фінансів. У вільній Литві заснував Ūkio Bankas (Банк аграріїв) і торгову спілку Metalas.
Після включення Литви до складу СРСР виїхав до Німеччини, де помер.